# عباس عطایف
عباس عطایف (زادهٔ ۷ ژوئن ۱۹۸۶) از برندگان مدال‌های بازی‌های المپیک تابستانی و بوکسور اهل ازبکستان است.